# Viola Calligaris
Viola Calligaris (Sarnen, 17 marzo 1996) è una calciatrice svizzera, difensore della Juventus e della nazionale svizzera.

## Carriera

### Club
Viola Calligaris si appassiona al gioco del calcio fin dalla giovane età, decidendo di frequentare l'accademia di calcio femminile (Frauenfussball-Akademie) di Huttwil.
Nel 2012, all'età di 16 anni, sottoscrive un accordo con il Kriens dove sotto la guida del tecnico René Müller fa il suo debutto in Lega Nazionale A nel corso della stagione 2012-2013, contribuendo a far raggiungere alla squadra il terzo posto nella classifica finale.
Durante il calciomercato estivo 2013 decide di trasferirsi allo Young Boys, rimanendo con la società di Berna fino al termine della stagione 2016-2017.
Nell'estate 2017 coglie l'occasione per disputare il suo primo campionato all'estero, decidendo di sottoscrivere un accordo con le campionesse di Spagna dell'Atlético Madrid per giocare in Primera División, massima serie del campionato spagnolo femminile di calcio, dalla stagione entrante.
Il 10 luglio 2019 si trasferisce al Valencia. La squadra non si rivela molto competitiva, mantenendo posizioni di bassa classifica per tutto il campionato, tuttavia pur essendo alla 21ª giornata al 15º e penultimo posto, per le decisioni prese dalla federazione spagnola (RFEF) a seguito della definitiva sospensione, causa la pandemia di COVID-19 che ha colpito la Spagna a partire dal mese di febbraio, non ha dovuto retrocedere in Segunda Division. Calligaris viene impiegata in tutti gli incontri giocati dalla sua squadra in campionato, oltre all'unico incontro di Coppa della Regina, dove gli ottavi di finale il Deportivo La Coruña la elimina dal torneo con il risultato di 7-2.
Durante il calciomercato estivo 2020 decide di rimanere ancora in Spagna, accordandosi con il Levante per la stagione entrante.. A fine 2021 subisce un infortunio che la tiene ferma fino al termine della stagione. Nella stagione 2022-23 gioca quasi sempre da titolare nel Levante. Questa sarà la sua ultima stagione, poiché si trasferisce in estate in Francia, al Paris Saint-Germain, firmando con il club parigino un contratto biennale.
Il 15 gennaio 2024 viene ceduta in prestito con diritto di riscatto alla Juventus, in Serie A, fino al termine della stagione. Il 7 luglio seguente viene riscattata dal club bianconero.

## Palmarès

### Club
- Campionato spagnolo: 2

Atlético Madrid: 2017-2018, 2018-2019
- Campionato italiano: 1

Juventus: 2024-2025
- Coppa Italia: 1

Juventus: 2024-2025

### Nazionale
- Cyprus Cup: 1

2017